# Tragocephala pretiosa
Tragocephala pretiosa là một loài bọ cánh cứng trong họ Cerambycidae.